# 2025년 세계 피겨스케이팅 선수권 대회
2025년 세계 피겨스케이팅 선수권 대회(영어: 2025 World Figure Skating Championships)는 국제 빙상 경기 연맹(ISU) 주관으로 2025년 3월 25일부터 3월 30일까지 미국 보스턴에서 진행된 세계 피겨스케이팅 선수권 대회이다. 

## 메달리스트
| 종목       | 금                             | 은                                      | 동                             |
| ---------- | ------------------------------ | --------------------------------------- | ------------------------------ |
| 남자 싱글  | 일리아 말리닌 미국             | 미하일 샤이도로프 카자흐스탄            | 가기야마 유마 일본             |
| 여자 싱글  | 얼리사 류 미국                 | 사카모토 가오리 일본                    | 지바 모네 일본                 |
| 페어       | 일본 미우라 리쿠 기하라 류이치 | 독일 미네르바 파비엔 하제 니키타 볼로딘 | 이탈리아 사라 콘티 니콜로 마치 |
| 아이스댄스 | 미국 매디슨 척 에번 베이츠     | 캐나다 파이퍼 질스 폴 푸아리에          | 영국 라일라 피어 루이스 깁슨   |